# Успенский Погост
Успе́нский Пого́ст — деревня в Вязниковском районе Владимирской области России. Входит в состав Паустовского сельского поселения.

## География

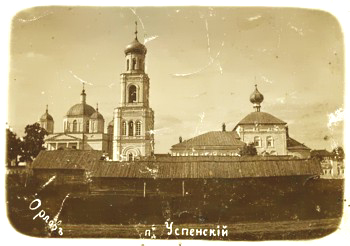
Успенский Погост. 1910 год

Деревня расположена в 15 км к югу от города Вязники, на левом берегу реки Суворощь.

## История
Впервые деревня упоминается в патриарших окладных книгах в 1628 году, как вотчина жены боярина Фёдора Ивановича Мстиславского Ирины.
В конце XIX — начале XX века деревня являлась центром Ждановской волости Вязниковского уезда, с 1926 года — в составе Никологорской волости. В 1859 году в деревне числилось 66 дворов, в 1905 году — 70 дворов, в 1926 году — 66 дворов.
С 1929 года деревня входила в состав Успенского сельсовета Вязниковского района, с 1940 года — в составе Паустовского сельсовета, с 1965 года — в составе Октябрьского сельсовета, с 2005 года — в составе Паустовского сельского поселения.

## Население
| 1859 | 1905 | 1926 | 2002 | 2010 | 2021 |
| ---- | ---- | ---- | ---- | ---- | ---- |
| 369  | ↘319 | ↗347 | ↘92  | ↘72  | ↘69  |

## Достопримечательности
Троицкая церковь в селе построена в XVIII веке, Успенская церковь — в 1826 году.